# 高橋良介
高橋 良介（たかはし りょうすけ、1991年10月28日 -）は北海道出身の日本の柔道家。100 kg級の選手。身長は178 cm。組み手は左組み。得意技は大外刈。

## 経歴
柔道は10歳の時に柳柔会高畑道場で始めた。永山中学2年の時には全国中学校柔道大会の90kg級決勝で大成中学3年の菅原健志に敗れて2位だった。その後大成中学へ転向すると、近代柔道杯団体戦では優勝を飾った。3年の全国中学校柔道大会では個人戦決勝で三国中学3年の近藤拓也に敗れて再び2位にとどまったが、団体戦ではチームメイトの六郷雄平や稲木貴統、稲田基などとともに活躍して優勝した。全日本選抜少年柔道大会でも優勝に貢献して、チームは2年連続中学団体3冠(近代柔道杯、全国中学校柔道大会、全日本選抜少年柔道大会)を達成した。
大成高校へ進むと、1年の時には全国高校選手権団体戦で後のロンドンオリンピック81kg級で5位になる1学年上の中井貴裕などとともに活躍して3位となった。2年の時には金鷲旗と全国高校選手権で3位だった。3年の時には金鷲旗とインターハイ団体戦で3位になった。全日本ジュニアの100kg級では3位になった。
2010年には明治大学へ進学した。1年の時には全日本ジュニアの決勝で東海大学1年の羽賀龍之介に敗れるも2位となり、羽賀とともに世界ジュニア代表に選ばれるも5位にとどまった。2年の時には体重別団体の準決勝で東海大学と対戦すると、羽賀に敗れてチームは3位だった。今大会では3年連続3位にとどまることになった。3年の時には優勝大会の準決勝で東海大学と対戦すると、またもや羽賀に敗れてチームは3位にとどまった。4年の時には学生体重別決勝で日本大学2年のレイズ・カヨルに敗れた。講道館杯でも決勝まで進むが、旭化成の増渕樹に敗れて2位だった。ヨーロッパオープン・オーバーヴァルトでは3位だった。
2014年には警視庁の所属となると、グランプリ・青島で3位となった。2015年には名古屋で開催された東アジア選手権で優勝を飾った。2016年の全国警察柔道選手権大会では90kg級で3位となった。2017年には優勝を飾った。

## 主な戦績
- 2005年 -　全国中学校柔道大会　個人戦90kg級　2位
- 2006年 -　近代柔道杯　優勝
- 2006年 -　全国中学校柔道大会　個人戦90kg級　2位　優勝　団体戦　優勝
- 2008年 -　全国高校選手権　3位
- 2008年 -　金鷲旗　3位
- 2009年 -　全国高校選手権　3位
- 2009年 -　金鷲旗　3位
- 2009年 -　インターハイ　団体戦　3位

100kg級での戦績
- 2009年 -　全日本ジュニア　3位
- 2010年 -　韓国ジュニア国際　3位
- 2010年 -　全日本ジュニア　2位
- 2010年 -　世界ジュニア　5位
- 2011年　- 体重別団体　3位
- 2012年　- 優勝大会　3位
- 2012年　- 体重別団体　3位
- 2013年　- 学生体重別　2位
- 2013年　- 体重別団体　3位
- 2013年　- 講道館杯　2位
- 2014年　- ヨーロッパオープン・オーバーヴァルト　3位
- 2014年　- グランプリ・青島　3位
- 2015年　- 東アジア選手権　優勝

90kg級での戦績
- 2016年　- 全国警察柔道選手権大会　3位
- 2016年　- 全国警察柔道選手権大会　優勝

(出典、JudoInside.com)。